# Skórowiec fioletowawy

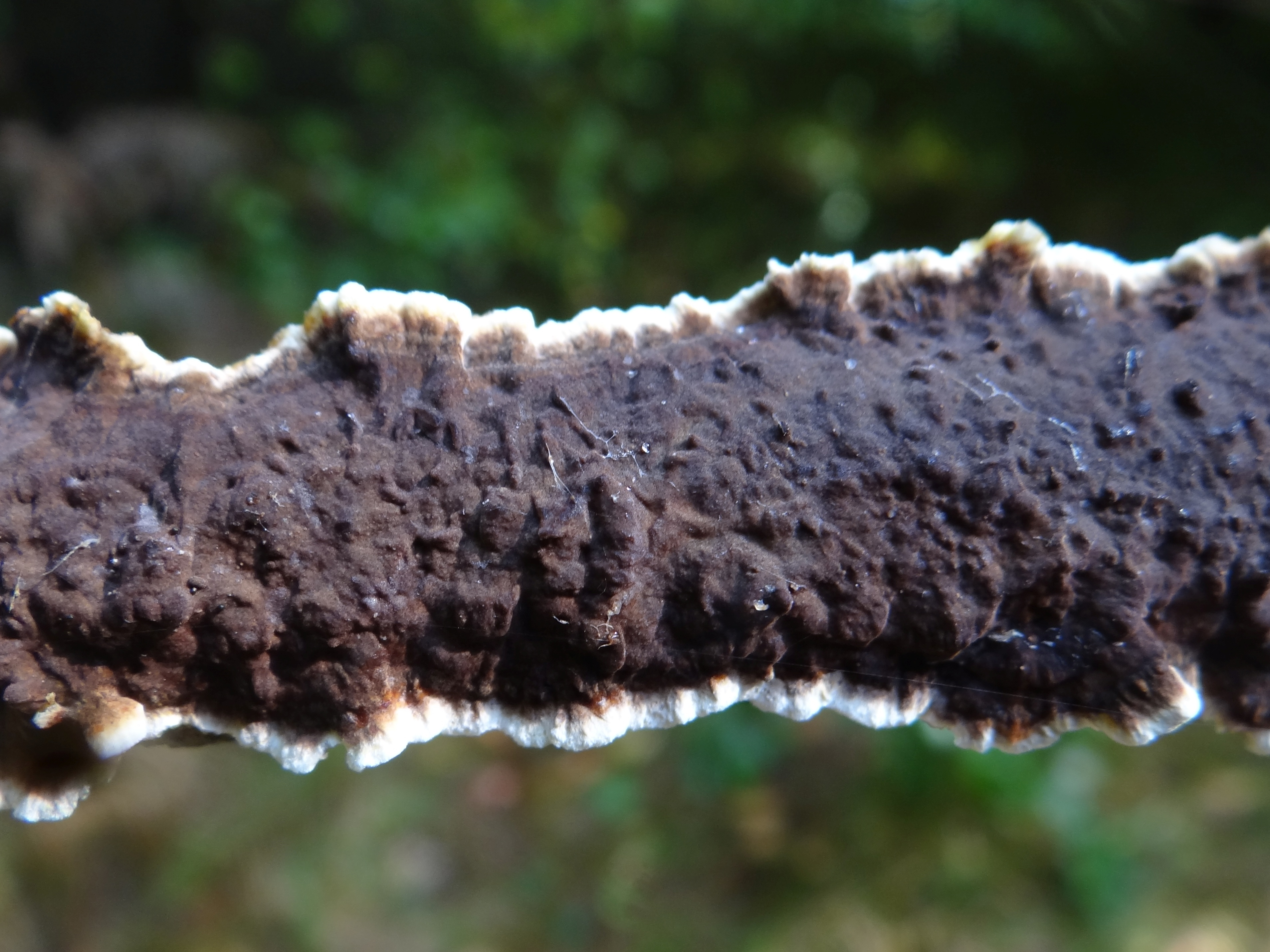
Powierzchnia hymenialna

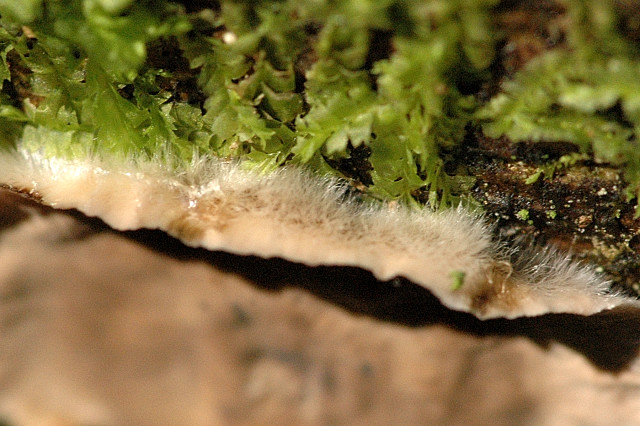
Odgięta górna powierzchnia jest filcowata

Skórowiec fioletowawy (Veluticeps abietina (Pers.) Hjortstam & Tellería) – gatunek grzybów z rodziny niszczycowatych (Gloeophyllaceae).

## Systematyka i nazewnictwo
Pozycja w klasyfikacji według Index Fungorum: Veluticeps, Gloeophyllaceae, Gloeophyllales, Incertae sedis, Agaricomycetes, Agaricomycotina, Basidiomycota, Fungi.
Po raz pierwszy takson ten zdiagnozował w 1801 r. Christiaan Hendrik Persoon, nadając mu nazwę Thelephora abietina. Obecną, uznaną przez Index Fungorum nazwę nadali mu w 1990 r. Kurt Hjortstam i Maria TeresaTellería, przenosząc go do rodzaju Veluticeps.
Synonimy:

- Chaetocarpus abietinus (Pers.) P. Karst. 1889
- Chaetocarpus glaucescens (Fr.) P. Karst. 1899
- Columnocystis abietina (Pers.) Pouzar 1959
- Hymenochaete abietina (Pers.) Massee 1890
- Hymenochaete abnormis Peck 1889
- Hymenochaete fuscolilacina Britzelm. 1897
- Lloydella abietina (Pers.) S. Ito 1955
- Lloydella striata (Schrad.) Bres. 1901
- Lopharia abietina (Pers.) Z.S. Bi & G.Y. Zheng 1990
- Stereum abietinum (Pers.) Fr. 1818
- Stereum conchatum (Fr.) Fr. 1838
- Stereum crispum (Pers.) Quél. 1892
- Stereum glaucescens Fr. 1874
- Stereum pinicola Velen. 1922
- Stereum striatum (Schrad.) Fr. 1838
- Thelephora abietina Pers. 1801
- Thelephora conchata Fr. 1821
- Thelephora crispa Pers. 1801
- Thelephora striata Schrad. 1792
- Xerocarpus abietinus (Pers.) P. Karst. 1882
- Xerocarpus glaucescens (Fr.) P. Karst. 1882

Nazwę polską zaproponował Władysław Wojewoda. Wcześniej w polskim piśmiennictwie mykologicznym gatunek ten opisywany był jako skórnik jodłowy, skórnica świerkowa, skórnica fioletowawa. 

## Morfologia
Owocniki
Wieloletni, zazwyczaj rozpostarty, osiągający średnicę do 15 cm. Gdy rośnie na pionowym podłożu, jego górny brzeg jest odgięty, tworzący kapturkowate kapelusze, często pod ostrym kątem zwisające w dół. Mają grubość do 3 mm i szerokość do 4 cm. Ich odsłonięta powierzchnia jest ciemnoczerwonobrunatna z czarniawymi pręgami, u młodych osobników filcowata, u starszych naga, pokryta czarniawym korteksem. Kontekst sztywny, skórzasto-korkowaty, o barwie od czerwonej do ciemnobrunatnej. 
Hymenialna powierzchnia owocnika warstwowana. W stanie suchym ma barwę szarą, szaroczerwoną, szarofioletową lub szarobrunatną. W stanie wilgotnym jest ciemniejsza – ciemnofioletowoniebieska. W miejscach, w których hymenium już się nie odnawia, powstają wyspowe, ciemnobrunatne wgłębienia. Obrzeże białe, wąskie.
Cechy mikroskopijne;
System strzępkowy dimityczny. Strzępki generatywne o szerokości  2–4 μm, cienkościenne, bezbarwne, septowane, ze sprzążkami. Strzępki szkieletowe o szerokości  2,5–5 μm, grubościenne, ciemnobrunatne, bez sprzązek i rzadko tylko septowane. Filcowate okrycie zbudowane z luźno splątanych i wygiętych do góry strzępek  szkieletowych. Ciemną, niemal czarną skórkę tworzą mniej więcej równolegle ułożone i silnie z sobą zlepione strzępki szkieletowe. Jaśniejszy kontekst zbudowany jest z luźno splątanych  strzępek generatywnych i szkieletowych. Niektóre z nich przebiegają poziomo i w hymenium kończą się cystydiolami lub podstawkami, inne, wybitnie grubościenne kończą się cystydami. Niektóre z nich rozwijające się głęboko w kontekście i znacznie wystające ponad podstawki są grubościenne, o barwie od żółtej do bladobrunatnej z niemal bezbarwnym wierzchołkiem i pokryte są cienką, krystaliczną skórką. Mają rozmiar 150–200 × 8–12 μm. Inne, mniejsze, wyrastające w subhymenium, grubościenne, ciemnobrunatne, zazwyczaj z kilkoma przegrodami mają rozmiar 50–100 × 3–6 μm. Powstają albo w hymenium z maczugowatych cystydioli, albo w kontekście ze strzępek szkieletowych. Podstawki wąsko maczugowate o rozmiarach 50–90 × 6–8 μm, 4-zarodnikowe, ze sprzążką w podstawie. Powstają w nich zarodniki o kształcie od podłużnie elipsoidalnego do niemal cylindrycznego i rozmiarach 9–12 × 4–5 μm. Są bezbarwne lub żółtawe, gładkie, nieamyloidalne, cienkościenne. 

## Występowanie i siedlisko
Znane jest jego występowanie tylko w Ameryce Północnej i Europie. Jest gatunkiem subalpejskim, występującym głównie w wysokogórskich lasach. Na Półwyspie Skandynawskim jest dość pospolity, sięga swoim zasięgiem aż po północne wybrzeże tego półwyspu. W Polsce znany z licznych stanowisk, głównie w Karpatach. Jest jednak rzadki.  Znajduje się na Czerwonej liście roślin i grzybów Polski. Ma status R – gatunek potencjalnie zagrożony z powodu ograniczonego zasięgu geograficznego i małych obszarów siedliskowych. 
Saprotrof rozwijający się na średnio lub silnie rozłożonych pniach i gałęziach drzew iglastych. Powoduje brunatną zgniliznę drewna. W Polsce notowany głównie na jodle pospolitej, poza tym na świerkach i kosodrzewinie.

## Gatunki podobne
Często mylony bywa ze skórniczkiem świerkowym (Amylostereum areolatum). W stanie wilgotnym różni się od niego ciemnofioletowoniebieską powierzchnią hymenialną, mikroskopowo większymi, nieamyloidalnymi zarodnikami i dużymi, cylindrycznymi cystydami z zaokrąglonymi szczytami. Podobną brązowo-fioletową barwę ma niszczyk iglastodrzewny (Trichaptum abietinum). Również występuje na drewnie drzew iglastych, ale wyraźnie różni się hymenoforem.